# Howard Stringer
Sir Howard Stringer (19 febbraio 1942) è un imprenditore statunitense di origini gallesi. Ha effettuato una carriera di 30 anni alla CBS, culminata con il ruolo di presidente di CBS News dal 1986 al 1988, poi di presidente della CBS dal 1988 al 1995. Dal 2005 al 2012 è stato presidente del consiglio di amministrazione e amministratore delegato di Sony Corporation. Capo del consiglio di amministrazione dell'American Film Institute, ricopre il ruolo di direttore non esecutivo della BBC.

## Biografia
Stringer è nato a Cardiff, nel Galles, figlio di Marjorie Mary (nata Pook), un'insegnante gallese, e Harry Stringer, un sergente della Royal Air Force. Suo fratello minore, Rob Stringer, è stato presidente della Sony Music Label Group.
Stringer ha frequentato varie scuole secondarie, tra cui la Oundle School nel Northamptonshire. Ha poi conseguito un Master of Arts presso l'Università di Oxford in Storia Moderna.

## Carriera
Stringer si trasferì negli Stati Uniti nel 1965. Dopo aver lavorato per sei settimane presso la stazione ammiraglia della CBS, WCBS-TV, è stato arruolato nell'esercito degli Stati Uniti e ha prestato servizio come poliziotto militare a Saigon per dieci mesi nella guerra del Vietnam. Non prestò servizio in combattimento, ma fu insignito della Army Commendation Medal per meriti conseguiti.
Stringer è tornato alla CBS, dove è stato per 30 anni. Ha iniziato una serie di lavori umili, tra cui rispondere al telefono nel backstage per The Ed Sullivan Show. Nel 1976 è diventato produttore esecutivo della serie di documentari CBS Reports. Poi, dal 1981 al 1984, è stato produttore esecutivo del CBS Evening News with Dan Rather.  Nel 1986 è nominato presidente di CBS News. Ha poi ricoperto la carica di presidente della CBS dal 1988 al 1995, dove è stato responsabile di tutte le attività di trasmissione delle sue stazioni di intrattenimento, notizie, sport, radio e televisione. Durante il mandato di Stringer, la CBS ottenne i servizi di David Letterman con il suo Late Show, ma perse anche i diritti della National Football League a favore della Fox Broadcasting Company, portando diversi affiliati della CBS a passare alla Fox.

### Tele-TV

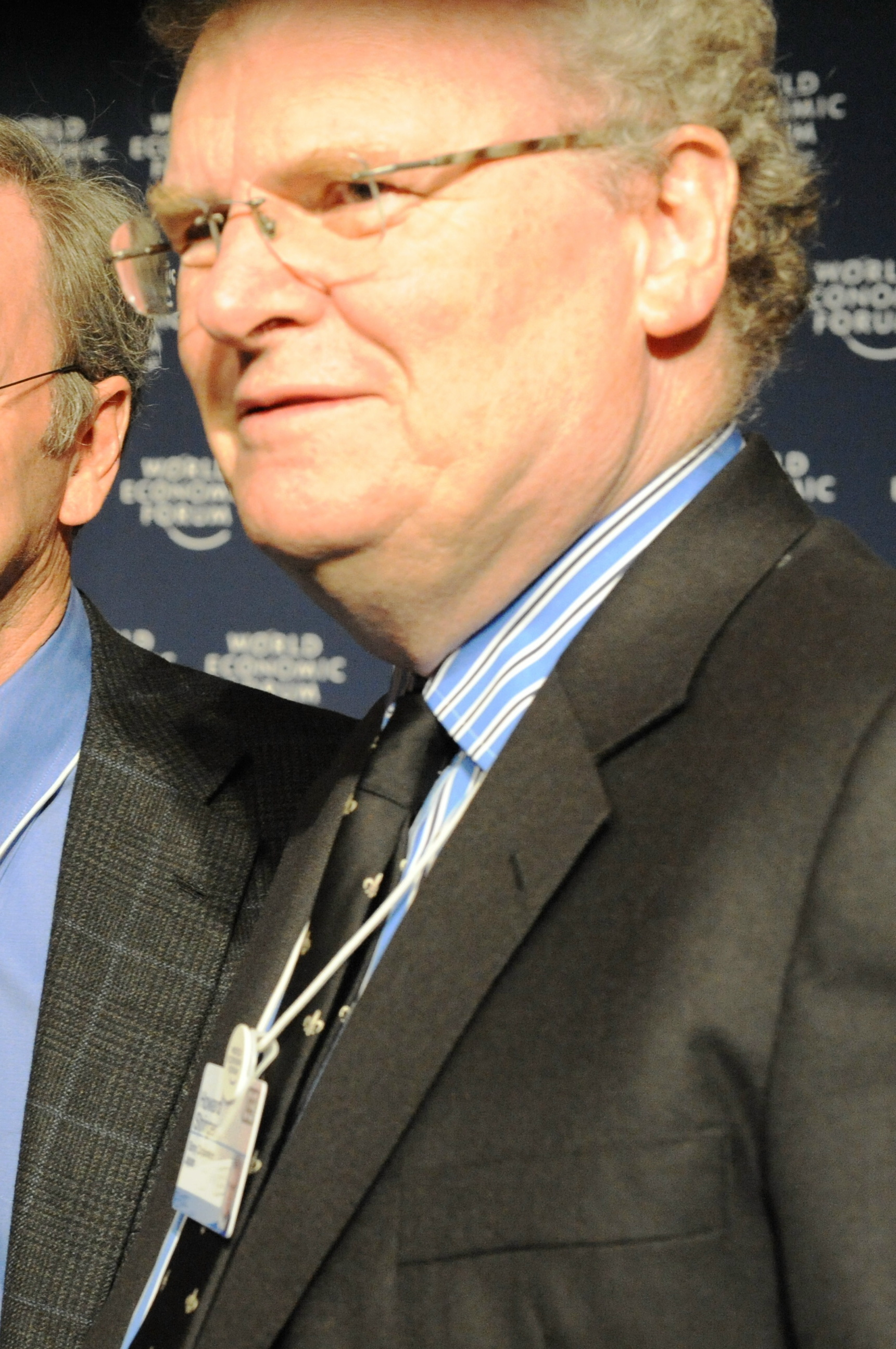
Howard Stringer nel 2008

Stringer ha lasciato la CBS nel 1995 per diventare CEO di Tele-TV, una società di media e tecnologia di nuova creazione formata dalle società di telecomunicazioni statunitensi Bell Atlantic, NYNEX e Pacific Telesis, nonché dalla Creative Artists Agency. Tele-TV ha rappresentato un primo tentativo di un servizio di video on demand, che trasmetteva contenuti in streaming sulla rete telefonica. La società non ebbe successo e chiuse la maggior parte delle sue operazioni all'inizio del 1997, dopo aver speso circa 500 milioni di dollari. Stringer se ne andò in quel momento.

### Sony
Stringer ha iniziato a lavorare alla Sony nel maggio 1997 come presidente della sua unità operativa statunitense (Sony Corporation of America). Nel maggio 1998 è stato nominato direttore esecutivo del gruppo Sony.
Dal 22 giugno 2005 è stato Presidente di Sony, supervisionando attività quali Sony Computer Entertainment, Sony Music Entertainment, Sony Electronics, Sony Pictures Entertainment e Sony Financial Holdings, succedendo a Nobuyuki Idei. Il 1º aprile 2009 è diventato presidente della Sony Corporation e ha spodestato Ryoji Chubachi in quello che è stato visto come il preludio di una più ampia ristrutturazione aziendale. Stringer è stato anche presidente esecutivo e amministratore delegato di Sony Corporation of America e presidente di Sony Broadband Entertainment Corporation dal marzo 2000.
Stringer fu promosso alla posizione di vertice dell'azienda poiché la società nel complesso stava avendo problemi con le perdite e stava affrontando una crescente concorrenza da rivali come Samsung, Sharp, Apple Inc. e Panasonic.  Con la sua esperienza principalmente nell'industria dei media, Stringer è stato responsabile del business dei media di Sony negli Stati Uniti, supervisionando tra gli altri l'uscita della serie di film di Spider-Man.
In qualità di CEO, l'obiettivo iniziale di Stringer era quello di semplificare il business dell'elettronica di Sony, ad esempio attraverso la sua joint venture Bravia TV con Samsung.  Stringer è stato determinante nell'organizzare l'investimento di Sony in Spotify, che ha fruttato a Sony un profitto di quasi 1 miliardo di dollari dopo l'uscita parziale di Sony nel 2018. Ciononostante, il prezzo delle azioni di Sony è sceso del 60% da quando Stringer ha assunto il ruolo di presidente del gruppo; le sue dimissioni da CEO sono state annunciate nel 2012, in parte a causa dei tassi di cambio e degli effetti del terremoto di  Tohoku del 2011. Gli subentrò Kazuo Hirai, vicepresidente esecutivo e presidente di Sony Computer Entertainment. Stringer rinunciò al suo titolo di presidente di Sony e divenne presidente del consiglio di amministrazione di Sony a giugno ("Presidente di Sony" e "Presidente del consiglio di amministrazione" sono posizioni separate in Sony). Nel giugno 2013, Stringer si è ritirato dalla carica di presidente del consiglio di amministrazione di Sony.
Mentre prestava servizio come capo della Sony a Tokyo, Stringer mantenne una casa a New York; la sua famiglia viveva invece  in Inghilterra.
In un discorso del 2014, Stringer ha espresso le sue frustrazioni per il suo periodo in Sony, dicendo: "Gestire una grande azienda è come gestire un cimitero: ci sono migliaia di persone sotto di te, ma nessuno ti ascolta. Era un po' così alla Sony". Si lamentava in particolare del fatto che Sony avesse una mentalità "non inventata qui" che non si adattava a un mondo sempre più digitale e che Stringer non era in grado di scrollarsi di dosso.

## Premi e onorificenze
Stringer ha ricevuto i seguenti premi e onorificenze:
- Medaglia di encomio dell'esercito degli Stati Uniti per meriti ottenuti durante la guerra del Vietnam
- 1996 - Premio per la leadership del Primo Emendamento della Radio and Television News Directors Foundation
- 1996 - Broadcasting e cavo Hall of Fame
- maggio 1999 - Premio umanitario Steven J. Ross della Federazione UJA di New York
- novembre 1999 - Società Reale della Televisione Welsh Hall of Fame
- dicembre 1999 - Cavaliere Bachelor da Sua Maestà la Regina Elisabetta II
- 2000 - Merton College, borsa di studio onoraria di Oxford
- 2001 - Borsa di studio onoraria del Royal Welsh College of Music & Drama
- 2007 - Museo della Televisione e della Radio Premio Visionario per la Leadership Innovativa nei Media e nell'Intrattenimento
- Ha ricevuto premi dal Lincoln Center, dal Big Brothers Big Sisters, dalla New York Hall of Science e dall'American Theatre Wing; ha ricevuto dottorati onorari dall'Università di Glamorgan in Galles e dall'Università delle Arti di Londra.

## Vita privata
Nel luglio 1978, Stringer sposò Jennifer A. Kinmond Patterson.  Hanno due figli.
È stato naturalizzato cittadino americano nel 1985.

## Nella cultura popolare
Stringer è stato interpretato da Peter Jurasik nel film della HBO del 1996 The Late Shift, sul conflitto tra Jay Leno e David Letterman durante il mandato di Stringer alla CBS nei primi anni '90.
È apparso nel programma radiofonico della BBC Desert Island Discs nel 2013.